# Contoocook
Contoocook é uma Região censo-designada localizada no estado americano de Nova Hampshire, no Condado de Merrimack.

## Demografia
Segundo o censo americano de 2000, a sua população era de 1444 habitantes.

## Geografia
De acordo com o United States Census Bureau tem uma área de
6,2 km², dos quais 5,9 km² cobertos por terra e 0,3 km² cobertos por água.

## Localidades na vizinhança
O diagrama seguinte representa as localidades num raio de 28 km ao redor de Contoocook.